# 湮灭
湮滅（英語：Annihilation）是指当物质和它的反物质相遇时，会发生完全的物质-能量转换，轉為能量（如以光子的形式）的過程，又稱互毀、相消、對消滅。
湮灭過程遵守爱因斯坦的质能关系式E=mc2以及動量守恆。其中E为湮灭产生能量，m为参与的正物质和反物质湮灭前总静止质量，c为光速≈3x108米/秒。舉例來說，二分之一克反物質湮滅所產生的能量大约与廣島市原子彈爆炸所產生的能量相当（即是一克反物質湮滅所產生的能量約為20-30千噸TNT當量，或者是大約200亿千卡）。
一个正电子和一个电子碰撞后湮灭，通过光子的形式释放能量，这一过程仍然满足电荷守恒定律，因为湮灭前后电荷总和保持为零。